# Liste der Bischöfe von Ratzeburg

## Bischöfe
Die folgenden Personen waren Bischöfe des Bistums Ratzeburg:
| Name und Lebensdaten                           | Amtszeit  | Besonderheiten und Anmerkungen | Abbildung |
| Aristo                                         | um 1051   | Die Klosterkirche des im Jahr 1044 eingerichteten Benediktinerklosters St. Georg auf dem Berge in Ratzeburg wurde 1066 im Wendenaufstand im Zusammenhang mit der Steinigung des Abtes und Märtyrers Ansverus und seiner 18 Klosterbrüder zerstört.                                       |           |
|                                                |           | |           |
| Evermod (um 1100–1178)                         | 1154–1178 | Heinrich der Löwe ernannte Evermod aufgrund seines erstrittenen Investiturrechts 1154 zum ersten Bischof seines neuen Bistums Ratzeburg. |           |
| Sedisvakanz                                    | 1178–1180 | |           |
| Isfried († 1204)                               | 1180–1204 | Zuvor ab 1159 Propst des Klosters Jerichow. Einigte sich 1194 im Isfriedschen Teilungsvertrag mit dem Domkapitel über die Aufteilung der Stiftsländereien. |           |
| Philipp († 1215)                               | 1204–1215 | |           |
| Heinrich I.                                    | 1215–1228 | |           |
| Lambert II. von Barmstede                      | 1228      | Er starb schon nach einem halben Jahr nach der päpstlichen Ernennung (6. November 1228). Er wurde nicht satzungsgemäß vom Domkapitel gewählt. Seine Grabplatte befindet sich im Ratzeburger Dom. Besonderheit: Inschrift „lambertus quintus epus“ und sein Bischofsstab steht umgekehrt. |           |
| Gottschalk                                     | 1229–1235 | In seiner Amtszeit entstand das Ratzeburger Zehntregister. |           |
| Petrus                                         | 1236      | |           |
| Ludolf I. († 1250)                             | 1236–1250 | |           |
| Friedrich                                      | 1250–1257 | |           |
| Ulrich von Blücher († 16. Januar 1284)         | 1257–1284 | Grabplatte im Nordteil des Querschiffs des Ratzeburger Doms |           |
| Konrad                                         | 1284–1291 | |           |
| Hermann von Blücher († 8. Februar 1309)        | 1291–1309 | Grabplatte im Ratzeburger Dom nicht mehr nachweisbar aber beschrieben. |           |
| Markward von Jesowe († 4. April 1335)          | 1309–1335 | Sein Siegel auf Tafel 35 der Mecklenburgischen Siegel aus der ersten Hälfte des 14. Jahrhunderts in Mecklenburgisches Urkundenbuch Bd. 10. Grabplatte in der Turmhalle des Ratzeburger Doms.                                                                                             |           |
| Volrad von dem Dorne († 23. Oktober 1355)      | 1335–1355 | Sein Siegel auf Tafel 35 der Mecklenburgischen Siegel aus der ersten Hälfte des 14. Jahrhunderts in Mecklenburgisches Urkundenbuch Bd. 10. Grabplatte im Ratzeburger Dom an der Nordwand.                                                                                                |           |
| Otto von Gronow († 13. November 1356)          | 1355–1356 | Sein Siegel als Domherr und Pfarrer in Ratzeburg (1335) auf Tafel 36 der Mecklenburgischen Siegel aus der ersten Hälfte des 14. Jahrhunderts in Mecklenburgisches Urkundenbuch Bd. 10. Grabplatte als „zerschlagen für die hohen Treppen am Chor“ dokumentiert.                          |           |
| Wipert von Blücher († 15. September 1367)      | 1356–1367 | Grabstein im Nordteil des Querschiffs des Ratzeburger Doms. Sein Name ist auf der 1357 gegossenen Tauffünte in der Laurentiuskirche in Schönberg genannt. |           |
| Heinrich II. von Wittorf († 15. November 1388) | 1367–1388 | Grabplatte an der Südwand des Ratzeburger Doms, ursprünglich in der südlichen Seitenkapelle neben dem Lauenburger Chor (1880 abgerissen). |           |
| Gerhard Holtorp († 20. Juli 1395)              | 1388–1395 | Grabplatte an der Südwand neben dem Eingang. |           |
| Detlef von Berkentin († 14. Januar 1419)       | 1395–1419 | Grabplatte (diagonal zerbrochen) an der Westwand neben dem Eingang. |           |
| Johannes I. von Trempe († 18. Oktober 1431)    | 1419–1431 | Grabplatte im Ratzeburger Dom im Westen der Nordwand. |           |
| Paridam von dem Knesebeck († 6. Oktober 1440)  | 1431–1440 | Grabplatte an der Nordwand der Kapelle im Südosten des Ratzeburger Doms. |           |
| Johannes II. Prohl († 17. März 1454)           | 1440–1454 | Grabplatte im Nordteil des Querschiffs des Ratzeburger Doms an der Ostseite. |           |
| Johann III. von Preen                          | 1454–1461 | Grabplatte im Ratzeburger Dom als Fragment dokumentiert, aber nicht mehr nachweisbar. |           |
| Ludolf II. aus Ratzeburg († 2. Januar 1466)    | 1461–1466 | Auch Ludolf Roseborch, Grabplatte an der Südwand des Ratzeburger Doms. |           |
| Johannes IV. Stalkoper († 21. Januar 1479)     | 1466–1479 | Grabplatte im Ratzeburger Dom im Westen der Südwand. |           |
| Johannes V. von Berkentin                      | 1479–1511 | Erwerb der Bischofsherberge in Lübeck (1491). Grabstein als fehlend dokumentiert; eventuell zu Chorstufen verarbeitet. |           |
| Heinrich III. Bergmeier                        | 1511–1524 | |           |
| Georg von Blumenthal                           | 1524–1550 | |           |
| Christoph I. von der Schulenburg               | 1550–1554 | 1554 Einführung der Reformation im Bistum. |           |

## Erwählter Bischof von Ratzeburg (1554–1648)
Liste der evangelischen erwählten Bischöfe des Bistums zwischen Reformation und Säkularisation.
| Name und Lebensdaten                    | Amtszeit  | Besonderheiten und Anmerkungen | Abbildung |
| Christoph II., Herzog zu Mecklenburg    | 1554–1592 | Grabmal im Schweriner Dom.     |           |
| Karl, Herzog zu Mecklenburg             | 1592–1610 |                                |           |
| August, Herzog zu Braunschweig-Lüneburg | 1610–1636 |                                |           |
| Gustav Adolf, Herzog zu Mecklenburg     | 1636–1648 |                                |           |

Das Hochstift Ratzeburg mit dem Domhof Ratzeburg gelangte 1648 als säkularisiertes Fürstentum Ratzeburg an das Herzogtum Mecklenburg.